# ایندیا جولیانا
ایندیا جولیانا (انگلیسی: India Juliana)؛ یک مبارز ضد استعماری پاراگوئه در قرن شانزدهم بود.
جولیانا، که بیشتر با نام ایندیا جولیانا (به اسپانیایی به معنای «جولیانای سرخپوست») شناخته می‌شود، نام مسیحی یک زن گوارانی است که در اوایل دوران مستعمراتی پاراگوئه در آسونسیون تازه تأسیس زندگی می‌کرد. او به خاطر کشتن یک استعمارگر اسپانیایی بین سال‌های ۱۵۳۹ تا ۱۵۴۲ شهرت یافت. او یکی از بسیار زنان بومی بود که تحویل اسپانیایی‌ها داده شد یا توسط آنها ربوده شد، تا به کار اجباری برای آنها پرداخته، یا بچه‌دار شوند. برخلاف آنچه استعمارگران از قبل پیش‌بینی کرده بودند، این منطقه ثروت و معدنی نداشت، لذا آنها به بیگاری کشیدن مردم بومی - به ویژه بردگی جنسی زنان در سنین باروری – روی آوردند.

## گزارش‌های اصلی
آنچه در تاریخ در مورد ایندیا جولیانا ثبت شده مختصر است، اما همان مختصر هم تفاوتی بزرگ با آنچه از زنان معمول گوارانی مربوط به سال‌های آغازین استعمار در منطقه ریو دو لا پلاتا گفته می‌شود، ایجاد می‌کند. منبع اصلی از گزارشی معروف به نظریات می‌آید که کابزا د واکا در دسامبر ۱۵۴۵ به عنوان مدرک قضایی به شورای حکومتی ارائه کرد، این متن در واقع توسط پرو هرناندز، کاتب کابزا د واکا، به درخواست قبلی نوشته شده‌است. در بازگشت به اسپانیا در سال ۱۵۴۵ به عنوان یک زندانی، کابزا د واکا درگیر یک مناقشه حقوقی با شورای حکومتی شد که تقریباً هشت سال به طول انجامید و در آن حکم سختی دریافت کرد.
در سال ۱۵۵۵، پس از حل مشکلات قانونی و سفیدسازی چهره‌اش، و پس از دریافت مجوز سلطنتی، لوار نونز کابزا د واکا مطلبی با عنوان «رابطه و اظهار نظر فرماندار آلوار نونیز، در مورد آنچه او دربارهٔ ایندیا گفت» را همراه با یک گزارش قبلی از سال ۱۵۴۲ که به نام کشتی غرق شده بود گردآوری کرد. با این حال، او تصمیم گرفت که قسمت ایندیا جولیانا همراه با سایر بخش‌های گزارشی که نشان‌دهنده استفاده او از خشونت است، را از کتاب حذف کند، تا «از هر جمله‌ای که اجازه خواندن مضاعف را می‌دهد خودداری کند».

## دیدگاه‌های تاریخ‌نویسان
بر اساس گزارش کاوشگر اسپانیایی آلوار نونز کابزا د واکا، چندین نسخه متفاوت و متناقض از داستان ایندیا جولیانا در طول زمان پدیدار شده‌است، که برخی از آنها از طریق آثار تاریخی و برخی دیگر آثار ادبی است. بسته به موقعیت ایدئولوژیک، برخی گفتمان‌ها او را به عنوان یک جنگجو و نماد مقاومت بومی معرفی می‌کنند، در حالی‌که برخی دیگر او را به عنوان سازنده مشتاق ملت پاراگوئه و تسهیل‌کننده اتحاد با اسپانیایی‌ها توصیف می‌کنند. اگرچه نسخه‌ها در جزئیاتی، مانند تاریخ رویداد (بین ۱۵۳۹ و ۱۵۴۲)، نحوه کشتن کابررا یا چگونگی اعدام خودش متفاوت است، اما هسته اصلی داستان به‌طور کلی یکسان است: او شوهرش را کشت و زنان دیگر را ترغیب کرد همین کار را بکنند که به همین دلیل دستگیر و بعداً اعدام شد تا اخطاری باشد به دیگران تا از او پیروی نکنند.

## نسخه‌های بعدی
داستان جولیانا ایندیانا موضوع داستانهای تاریخی متعددی بوده‌است. نویسنده اروگوئهای، ادواردو گالیانو، در کتاب خود خاطرات دل‌فوگو در سال ۱۹۸۲ به موضوع او اشاره می‌کند. هلیو ورا در داستان کوتاه خود «Primeras Letras. Jueves Santo, 1539» جولیانا ایندیا را به عنوان دختری ساده لوح به تصویر می‌کشد که عاشق خوان د سالازار می‌شود، به مردمش خیانت کرده و شورش بومیان در سال ۱۵۳۹ را، که برای پنجشنبه فرمان برنامه‌ریزی شده بود، فاش می‌کند. در این دیدگاه جولیانا ایندیا به عنوان «گوارانی مالینچه» توصیف شده‌است. در داستان کوتاه «¡Arde Juliana, arde!» از گلوریا مونوز، ماجرای جولیانا نیز در روز پنجشنبه فرمان اتفاق می‌افتد. اما در سال ۱۵۴۰. در همان‌جا، او زنان بومی را به شورش تحریک می‌کند، اگرچه دیگران عقب‌نشینی می‌کنند و او زنده در آتش سوزانده می‌شود. برخی نسخه‌ها نیز عنوان کرده‌اند که سرش را از تنش جدا کردند.